# Freney
Freney é uma comuna francesa na região administrativa de Auvérnia-Ródano-Alpes, no departamento de Saboia. Estende-se por uma área de 11,13 km². Em 2010 a comuna tinha 106 habitantes (densidade: 9,5 hab./km²).